# كوبوسوف I
كوبوسوف I هو عنقود نجمي كروي صغير وخافت للغاية في هالة مجرة درب التبانة يبعد عن الأرض 157.5 ألف سنة ضوئية(48.3 ألف فرسخ فلكي) في اتجاه كوكبة العذراء.
تم اكتشافه، جنبا إلى جنب مع العنقود المغلق Koposov II في بيانات مسح سلووان الرقمي للسماء الإصدار 5 من قبل سيرجي كوبوسوف وآخرون عام 2007 وتم تأكيد هذا الاكتشاف في مرصد كالار ألتو. وتبدو نجوم العنقود قديمة وذات ضياء منخفض للغاية. ولقد وصف كوبوسوف I وكوبوسوف II من قبل المكتشفين على أنهما «أقل العناقيد ضياء التي تدور حول درب التبانة»، جنبا إلى جنب مع AM 4 وبالومار 1 وويتينغ 1. ويبدو أن كوبوسوف 1 يكمن بالقرب من الفرع البعيد لتيار الرامي.